# Dicranum austro-alpinum
Dicranum austro-alpinum là một loài rêu trong họ Dicranaceae. Loài này được Müll. Hal. mô tả khoa học đầu tiên năm 1882.